# Halysidota steinbachi
Halysidota steinbachi là một loài bướm đêm thuộc phân họ Arctiinae, họ Erebidae.